# El autor
Pour plus de détails, voir Fiche technique et Distribution.
El autor est un film espagnol réalisé par Manuel Martín Cuenca, inspiré du roman de Javier Cercas El móvil, et sorti le 17 novembre 2017. Il obtient plusieurs récompenses dont le Prix Goya du meilleur acteur pour Javier Gutiérrez Álvarez.

## Synopsis
Álvaro (Javier Gutiérrez Álvarez), employé notarial, décide de quitter sa femme, Amanda (María León), écrivain à succès, pour enfin réaliser son rêve : écrire un grand roman. Mais il s'en trouve vite incapable, n'ayant ni talent ni imagination. Sur les conseils du professeur de l'atelier d'écriture qu'il fréquente (Antonio de la Torre), il commence à s'intéresser aux fondements de tout roman, jusqu'à découvrir un jour que la fiction s'écrit simplement comme la réalité. Manipulant peu à peu ses voisins et ses amis, il tente alors de créer une histoire qui dépasse la simple fiction.

## Distribution
- Javier Gutiérrez Álvarez : Álvaro Martín, employé notarial
- María León : Amanda, l'épouse d'Álvaro
- Adelfa Calvo : Lola, la gardienne
- Adriana Paz : Irene, la voisine
- Tenoch Huerta Mejía : Enrique, le mari d'Irene
- Rafael Téllez : Monsieur Montero
- Antonio de la Torre : Juan, le professeur de l'atelier d'écriture
- Domi del Postigo : le présentateur
- José Carlos Carmona : Jesús
- Alberto González : Monsieur Alfonso
- Craig Stevenson : Craig McCallan, le conférencier
- José Chaves : le mari de Lola, la gardienne
- Juanfra Juárez : Álex
- Juan Carlos Villanueva : le juge
- Amanuel Cadaval : le fils d'Irene et Enrique